# BRCA1
BRCA1 та BRCA1 —  людський ген та відповідний протеїн.  Використовуються наступні позначення: BRCA1, косий шрифт для гену та BRCA1, прямий шрифт для проетеїну. Офіційна назва (breast cancer 1) підтримується HGNC. Гомологи, Brca1 та Brca1 відомі у інших ссавців. BRCA1 є людським геном-супрессором пухлин; ген та протеїн, що з нього експресуються відповідають за репарацію ДНК.
BRCA1 та BRCA2 експресуються в тканинах  молочних залоз та інших органів, де вони беруть участь в усуненні пошкоджень ДНК або в знищенні клітин в яких репарація ДНК неможлива. Ці білки відповідальні за відновлення пошкоджених хромосом із особливою роллю в ремонтуванні двуланцюгових розривів (DNA double-strand breaks). Якщо BRCA1 або BRCA2 пошкоджені мутаціями, блокується процес ремонтування ДНК, що підвищує ризик виникнення раку молочної залози.
Спосіб скринінгу пацієнтів на імовірність розвитку раку молочної залози в майбутньому через мутації в BRCA1 та BRCA2 був запатентований компанією Myriad Genetics. Завдяки цій технології Myriad пройшла шлях від стартапу заснованого в 1994 році до великої компанії зі штатом в 1200 працівників та річним прибутком $500 млн в 2012 році. Виникало багато суперечок щодо високої вартості діагностики та неможливості проводити аналогічні тести в інших лабораторіях; це призвело до епохального судового процесу «Асоціація молекулярної патології проти Myriad Genetics» (Association for Molecular Pathology vs. Myriad Genetics).
BRCA1 разом з іншими супресорами пухлин, сесорами пошкодження ДНК та сигнальними протеїнами утворюють багатокомпонентний білковий комплекс відомий як BRCA1-асоційований комплекс спостереження за геномом (BRCA1-associated genome surveillance complex, BASC). Білок BRCA1 асоціюється з РНК-полімеразою ІІ, а також через С-кінцевий домен взаємодіє з гістон-деацетилазним комплексом. Таким чином, цей білок відіграє роль в транскрипції, репарації дволанцюгових розривів в ДНК, убіквітинилюванні та інших процессах.

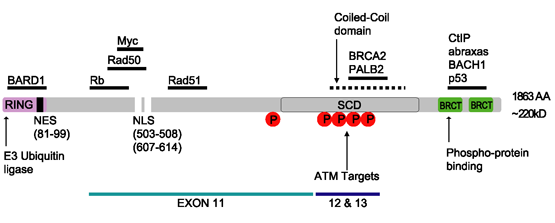
Карта доменів BRCA1; показані домени цинковий палець — RING, сериновий домен (serine containing domain, SCD), а також BRCT. Чорні горизонтальні лінії показують ділянки через які BRCA1 взаємодіє з іншими білками (назви білків — над лініями). Червоні кола позначають місця фосфориляції.

Ензим BRCA1 людини містить чотири основних домени: цинковий палець Znf C3HC4, BRCA1 сериновий домен та два BRCT домени. 

## Відомості про ген
Людський ген BRCA1 розташований на довгому плечі хромосоми 17, область 2 смуга 1, від пари основ 41,196,312 до пари основ 41,277,500 (білд геному GRCh37/hg19). Гомологи BRCA1 були ідентифіковані у більшості ссавців геноми яких були секвеновані.

## Відкриття
Перші докази існування гену що кодує ДНК-репаруючий ензим що спричиняє виникнення раку молочної залози були знайдені в лабораторії Марі-Клер Кінг (Mary-Claire King) в Університеті Берклі в 1990 році. Після чотирьох років напружений пошуків силами багатьох лабораторій, цей ген був клонований в 1994 році науковцями з Університету Юти, Національного Інституту Наук про Здоров*я та Навколишнє Середовище (National Institute of Environmental Health Sciences, NIEHS) та Myriad Genetics.

## Структура протеїну
Білок BRCA1 містить наступні домени:
- «цинковий палець» типу C3HC4  (RING finger)
- BRCA1 C-термінальний домен (BRCT)

Білок також містить сигнальні пептиди ядерної локалізації (nuclear localization signal) та ядерного експорту (nuclear export signal).

### Домен «цинковий палець»
BRCA1 серин-кластерний домен (serine cluster domain, SCD) розташований в районі амінокислотних залишків 1280—1524. Частина домену розташована в екзонах 11–13, в яких спостерігається висока частота мутацій. Відомі сайти фосфориляції BRCA1 сконцентровані в SCD. Фосфориляція кіназами ATM/ATR відбувається як in vitro та in vivo. ATM/ATR кінази активуються при пошкодженні ДНК. Мутації залишків серину можуть вплинути на локалізацію BRCA1 біля сайтів пошкодження ДНК та на його ДНК-репаруючу роль.

### Серин-кластерний домен
RING домен є важливим елементом убіквітин E3 лігази, яка каталізує убіквітилювання протеїну. Убіквітин є невеликим регуляторним протеїном що регулює компартменталізацію протеїнів в клітині. BRCA1 поліпептид, а саме Lys-48-пов'язаний поліубіквітин рівномірно розповсюджені в ядрі клітини у стані спокою. Але після початку реплікації ДНК ці білки кластерізуються утвоючи агрегати що також містять BRCA2 та BARD1. Вважається що BARD1 бере участь у розпізнаванні та зв'язуванні з протеїнами-мішенями для убіквітинилювання. Він приєднується до білків та мітить їх для знищення. Убіквітилювання відбувається через BRCA1-об'єднаний білок та порушується при хелації цинку. 
RING-мотив, домен типу «цинковий палець» зазвичай має довжину в 40–60 амінокислот та містить вісім консервативних метал-зв'язувальних амінокислотних залишків, два квартети цистеїнів або гістидинів, які координують два атоми цинку. Цей мотив містить короткий анти-паралельний бета-лист, два цинк-зв'язуючих сайти та центральну альфа-спіраль. RING-домен взаємодіє з асоційованими протеїнами, в тому числі з BARD1, який також має RING мотив, утворюючи гетеродимер. BRCA1 RING мотив з обох боків оточений альфа-спіралями утвореними амінокслотами номер 8–22 та 81–96 поліпептиду BRCA1. Він взаємодіє з гомологічною ділянкою BARD1 утвореною іншим RING оточеним двома альфа спіралями (амінокислотні залишки номер 36–48 та 101—116). Ці чотири спіралі об'єднуються утворючи гетеродимеризаційний інтерфейс та стабілізують BRCA1-BARD1 гетеродимер. Додаткова стабілізація досягається взаємодією між суміжними амінокислотними залишками в обрамлюючих ділянках та гідрофобними взаємодіями. BARD1/BRCA1 взаємодії порушуються канцерогенними мутаційними замінами амінокислот в BRCA1, що припускає що утворення стабільного комплексу між цими білками є важливим аспектом функціонування BRCA1 як супрессора пухлин.